# Apostrophes
Apostrophes va ser un programa d'entrevistes literàries en directe, setmanal i en hora de màxima audiència a la televisió francesa, creat i presentat pel periodista Bernard Pivot. Es va emetre durant quinze anys (724 episodis) des del 10 de gener de 1975 fins al 22 de juny de 1990, i va ser un dels programes més vists a la televisió francesa (al voltant de 6 milions d'espectadors habituals). S'emetia els divendres a la nit al canal France 2 (que es va anomenar Antenne 2 de 1975 a 1992). Al Quebec, el programa es va emetre a TVFQ 99, i més tard a TV5.
El programa, d'una hora de durada, va estar dedicat als llibres, els autors i la literatura. El format variava entre entrevistes individuals amb un sol autor i discussions obertes entre quatre o cinc autors. Entre les autories destacades que van aparèixer al programa s'hi compten: Alejo Carpentier, Vladímir Nabókov, Norman Mailer, Aleksandr Soljenitsin, Marguerite Yourcenar, Susan Sontag, Neil Sheehan, Milan Kundera, Georges Simenon, William Styron, John le Carré, Tom Wolfe, Umberto. Eco i Marguerite Duras. L'aparició de Charles Bukowski al programa del 22 de setembre de 1978 és famosa per trobar-se l'autor visiblement begut, insultar l'amfitrió i marxar enmig de l'emissió. El programa també va convidar personalitats polítiques (Valéry Giscard d'Estaing, Tenzin Gyatso, Robert Badinter, François Mitterrand), intel·lectuals (Pierre Bourdieu, Claude Lévi-Strauss), actors i directors (Marcello Mastroianni, Roman Polanski, François Truffaut, Jean-Luc Godard) per a parlar dels seus llibres i la literatura.
Al final de cada emissió, Bernard Pivot demanava als seus convidats que responguessin al Qüestionari Proust. Una aparició a Apostrophes podia generar milers d'exemplars en vendes de llibres, segons algunes fonts. El 1982, l'escriptor francès Régis Debray va acusar Pivot de tenir «una dictadura virtual sobre els mercats editorials».